# Gotta Have It (chanson de Vanessa Paradis)
Pour les articles homonymes, voir Gotta Have It.
Singles de Vanessa Paradis
Les Cactus (live) 
 (février 1994) Commando 
 (octobre 2000)
Gotta Have It est le 15e single de Vanessa Paradis. Il est sorti le 2 avril 1994 en 2e extrait de l'album Vanessa Paradis Live.
Il s'agit d'une chanson figurante sur l'album Vanessa Paradis (sorti en septembre 1992).

L'enregistrement est issu des concerts de Vanessa Paradis à l'Olympia de Paris en avril 1993 lors du Natural High Tour, sa première tournée.
La photo de la pochette est réalisée par le photographe Claude Gassian.

## Versions
Vanessa interprète ce titre sur scène lors du Natural High Tour en 1993.
Il existe également une reprise par le groupe Paris Red, sortie en 1993.

## Le clip
Réalisé par Mathias Ledoux.

Extrait du concert filmé en mars 1993 à l'Olympia de Paris.

Mis en télé en avril 1994.

## Musiciens
- Guitare : Anthony Wilson / Jack Petruzzelli
- Basse : Tony Breit / Osama Afifi
- Claviers : Reggie Webb
- Batterie : Zoro
- Saxophone : Butch Thomas
- chœurs : Sandy Bougouneau / Derin Young